# 土衛四十七
土衛四十七（Skoll），編號S/2006 S 8，是環繞土星運行的一顆衛星。

## 概述
這顆衛星的平均直徑約為5公里，每862.37天以逆行方向繞土星公轉一週，與土星赤道的軌道傾角為155.6°，軌道離心率0.418，自轉週期為7.26 ± 0.09小時。